# 리만 가설

실수부 값이 1/2인 임계선 위에서 리만 제타 함수의 실수부(적색)와 허수부(청색) 값. 리만 제타 함수의 자명하지 않은 근을 Im(s)가 ±14.135i, ±21.022i, ±25.011i 인 지점에서 볼 수 있다.

수학에서, 리만 가설(-假說, 영어: Riemann hypothesis) 또는 리만 제타 추측은 리만 제타 함수의 자명하지 않은 모든 영점의 실수부가 {\displaystyle {\frac {1}{2}}}이라는 추측이다. 19세기 중반에 발표된 이래로 수학사에서 주요 미해결 난제의 하나로 남아 있었다. 리만 가설은 소수의 분포와 밀접하게 연관되어 있다. 
리만 가설 공식 (ℜ(s)=1/2⇔∀s∈C\2Z− s.t. ζ(s)=0)
리만 제타 함수 ζ(s)=0을 만족하는 모든 자명하지 않은 근의 실수부는 1/2이다.

임계선(s = 1/2 + ix)상을 움직이는 점에 대한 제타 함수 값의 변화. 이 곡선은 원점을 여러번 통과한다.

제타함수 곡선(허수부가 0에서 50까지 변화)이 실수부의 값에 따라 변화하는 모양. 실수부가 1/2인 경우에만 제타함수 곡선이 원점을 여러번 지나간다.

## 정의
리만 제타 함수는 실수 {\displaystyle s>1}에 대하여, 다음과 같은 수렴 급수로서 정의되고, 이에 속하지 않는 임의의 복소수 {\displaystyle s}에 대해서는 해석적 연속으로 정의된다.
{\displaystyle \zeta (s)=\sum _{n=1}^{\infty }{\frac {1}{n^{s}}}={\frac {1}{1^{s}}}+{\frac {1}{2^{s}}}+{\frac {1}{3^{s}}}+\cdots .}
리만 가설은 이 영역 밖에서 s를 해석적 연속으로 근을 설명한다. 이것은 디리클레 에타 함수를 이용하여 다음과 같이 설명할 수 있다.
s의 실수부가 1보다 크면, 제타 함수는 다음의 관계를 만족한다.
{\displaystyle \left(1-{\frac {2}{2^{s}}}\right)\zeta (s)=\sum _{n=1}^{\infty }{\frac {(-1)^{n+1}}{n^{s}}}={\frac {1}{1^{s}}}-{\frac {1}{2^{s}}}+{\frac {1}{3^{s}}}-\cdots }
그런데 오른편의 급수는 s의 실수부가 1보다 클 때 뿐만 아니라, 더욱 일반적으로 s가 양의 실수부를 가지면 수렴한다. 따라서, 위의 대안적인 급수에 의하여 제타 함수는 {\displaystyle \left(1-{{2} \over {2^{s}}}\right)}의 0점인 {\displaystyle s=1+{{2\pi in} \over {\ln(2)}}}를 제외하고 Re(s) > 1 영역에서 Re(s) > 0인 영역으로 확장된다.
리만 제타 함수는 극한값을 취하는 방식으로도 확장할 수 있는데, 이러한 방식에 의하면, 단순 극값을 갖는 s=1을 제외하고 양의 실수부를 갖는 모든 s에 대하여 확장할 수 있다.
한편 0<Re(s)<1경우에서 리만 제타 함수는 다음 함수 방정식(functional equation)을 만족한다.
{\displaystyle \zeta (s)=2^{s}\pi ^{s-1}\ \sin \left({\frac {\pi s}{2}}\right)\ \Gamma (1-s)\zeta (1-s)}
그 외의 0이 아닌 모든 복소수에 대한 ζ(s)의 값은 임계대 바깥 영역에서 ζ(s)가 우측의 식과 양수가 아닌 실수부를 갖는 s에 대하여 등식이 성립하는 것으로 두어 정의 할 수 있다.
리만 제타 함수는 음의 짝수에서 영점을 갖는데, 이는 sin(πs/2)=0이기 때문이며 이러한 점들을 리만 제타 함수의 자명한 영점(trivial zero)이라고 한다.
{\displaystyle \zeta (s)=0\qquad (s=-2,-4,-6,\dots )}
만약 s가 양의 짝수이면 영점이 되지 않는데, 이는 사인 함수의 0점과 감마 함수에서 변수가 음의 정수일 때 발생하는 극점(pole)과 상쇄되기 때문이다.
ζ(0) = −1/2은 위 함수 방정식의 우변이 '1+1+1+...'이 되므로 함수 방정식에서는 결정될 수 없고, ζ(s)에서 s가 0으로 수렴할 때의 점근값이다.
리만 제타 함수는 자명한 영점을 제외한 다른 실수에서는 0이 되지 않아, 자명하지 않은 모든 영점 z는 복소수이고 그 실수부는 0과 1사이에 존재한다. 이 영역
{\displaystyle \{z\in \mathbb {C} \colon 0<\operatorname {Re} z<1\}}을 임계대 또는 임계띠(영어: Critical strip)라 하며, 임계대의 중앙{\displaystyle \{z\in \mathbb {C} \colon \operatorname {Re} z=1/2\}}를 임계선(영어: critical line)이라 한다.
리만 가설은 다음과 같은 추측이다.
- "리만 제타 함수의 자명하지 않은 모든 영점의 실수부는 1⁄2이다."

이러한 가설이 옳다면, 리만 제타 함수의 모든 영점은 임계선 위에 존재하게 된다.

## 기원

### 제타 함수의 발견
레온하르트 오일러는 바젤 문제를 해결하면서 제타 함수를 처음으로 사용하였다. 바젤 문제란 스위스 바젤시의 바젤 대학에 재직하던 야코프 베르누이와 요한 베르누이에 의해 제기된 것으로 다음의 급수를 닫힌 형식으로 나타내라는 것이었다. 오일러는 이 급수가 {\displaystyle {\frac {\pi ^{2}}{6}}}로 수렴함을 증명하였다.
{\displaystyle \sum _{n=1}^{\infty }{\frac {1}{n^{2}}}=1+{\frac {1}{2^{2}}}+{\frac {1}{3^{2}}}+{\frac {1}{4^{2}}}+{\frac {1}{5^{2}}}+\cdots .}
또한 오일러는 이러한 형식을 갖는 급수를 다음과 같은 제타 함수로 일반화하였으며 모든 0 이상의 짝수에 대하여 급수의 수렴값, 즉 닫힌 형식을 구할 수 있는 방법을 제시하였다.
{\displaystyle \zeta (s)=\sum _{n=1}^{\infty }{\frac {1}{n^{s}}}={\frac {1}{1^{s}}}+{\frac {1}{2^{s}}}+{\frac {1}{3^{s}}}+\cdots .\!}
오일러는 제타 함수의 급수를 구하면서 이것이 소수에 대하여 다음과 같은 곱으로도 표현될 수도 있음을 발견하였다.
{\displaystyle \zeta (s)=\prod _{p}{\frac {1}{1-p^{-s}}}={\frac {1}{1-2^{-s}}}\cdot {\frac {1}{1-3^{-s}}}\cdot {\frac {1}{1-5^{-s}}}\cdot {\frac {1}{1-7^{-s}}}\cdots {\frac {1}{1-p^{-s}}}\cdots }
따라서 제타 함수는 다음과 같이 표기 될 수 있으며, 이를 오일러의 곱셈 공식이라 한다.
{\displaystyle \zeta (s)=\sum _{n=1}^{\infty }{\frac {1}{n^{s}}}=\prod _{p}{\frac {1}{1-p^{-s}}}}
{\displaystyle \zeta (s)={\frac {1}{\Gamma (s)}}\left({\frac {1}{s-1}}-{\frac {1}{2s}}+\sum \limits _{n=2}^{\infty }{\frac {B_{n}}{n!}}{\frac {1}{s+n-1}}+\int \limits _{1}^{\infty }{\frac {x^{s-1}}{\mathrm {e} ^{x}-1}}\,\mathrm {d} x\right),}

### 리만 가설의 발표
베른하르트 리만은 1859년 베를린 학술원에 가입하면서 관례에 따라 〈주어진 수보다 작은 소수의 개수에 관하여〉라는 제목의 논문을 제출하였다. 이 논문은 당시 증명되지 않았던 소수 정리에 대한 것이었다. 즉, 임의의 양의 정수 N이 아주 클 경우 N까지의 소수의 수가 로그 적분 함수
{\displaystyle Li(N)=\int _{0}^{N}{\frac {1}{\log x}}dx}
에 점근한다는 가설을 고찰하였다. 리만은 이 논문에서 오일러의 곱셈 공식에서 출발하여 모든 소수 p와 모든 양의 정수 n에 대하여 오일러의 곱셈 공식이 복소 변수 s에 대해 수렴한다면 {\displaystyle \zeta (s)}로 표기한다고 제타 함수를 정의하였다.:190
같은 논문에서, 리만은 훗날 리만 가설로 알려지게 된 추측을 다음과 같이 언급하였다.
| “ | 실제로 이 극한 사이에 이 정도의 수의 실수 영점들이 존재하며, 아마 모든 영점들이 실수일 것으로 추측된다. 물론 이에 대한 엄밀한 증명이 있으면 좋겠지만, 나는 이를 증명하기 위해 약간의 시간을 허비한 뒤, 나의 연구의 다음 목표에 대해서는 불필요하므로 임시로 덮어 두기로 결정하였다. Man findet nun in der That etwa so viel reelle Wurzeln innerhalb dieser Grenzen, und es ist sehr wahrscheinlich, dass alle Wurzeln reell sind. Hiervon wäre allerdings ein strenger Beweis zu wünschen; ich habe indess die Aufsuchung desselben nach einigen flüchtigen vergeblichen Versuchen vorläufig bei Seite gelassen, da er für den nächsten Zweck meiner Untersuchung entbehrlich schien. | ” |
|   | — 베른하르트 리만, 주어진 수보다 작은 소수의 개수에 관하여 |   |

그러나 리만의 논문의 주요 목적은 소수의 개수에 관한 것이었기 때문에 가설의 증명을 시도하지는 않았다.:190 리만은 논문에서 제타 함수에 관한 가설이 카를 프리드리히 가우스, 페터 구스타프 르죈 디리클레 등과 오랫동안 논의한 것으로 그런대로 믿을 만한 것이라 표현하였다.:190
리만은 1859년에 리만 가설이 참이라는 가정 아래 소수 정리를 증명하였다. 즉, 리만 가설이 참일 경우 소수의 개수는 로그 적분 함수에 점근(漸近)한다는 것을 보였다. 그러나 1866년, 리만이 사망하자 리만의 가정부가 집을 정리하면서 그의 연구자료를 불태워버려 그의 연구를 자세히 알 길이 없어졌다.

## 논리학적 성질
리만 가설은 1차 페아노 산술의 어떤 {\displaystyle \Pi _{1}^{0}} 명제(예를 들어, 로뱅 부등식)와 동치이다.: 특히, 만약 리만 가설이 모형 이론적으로 거짓이라면, (증명 이론적으로) 거짓이다.

## 리만 가설과 동치인 명제
현재 수많은 명제들이 리만 가설과 서로 동치임이 증명되었다.

### 제타 함수의 성질
리만 가설은 임의의 양의 실수 {\displaystyle \epsilon >0}에 대하여 다음이 성립한다는 것과 동치이다.
{\displaystyle -\sum _{k=1}^{\infty }{\frac {(-x)^{k}}{(k-1)!\zeta (2k)}}=O\left(x^{{\frac {1}{4}}+\epsilon }\right)}
리만 가설은 모든 {\displaystyle s\in \mathbb {C} }에 대하여,
{\displaystyle 0<\operatorname {Re} s<1/2}
에는 제타 함수의 도함수가 영점을 갖지 않는다는 것({\displaystyle \zeta '(s)\neq 0})과 동치이다.

### 산술 함수
리만 가설은 임의의 복소수 {\displaystyle s\in \mathbb {C} }에 대하여, 만약 {\displaystyle \operatorname {Re} s>1/2}라면 다음 등식이 성립한다는 것과 동치이다.
{\displaystyle {\frac {1}{\zeta (s)}}=\sum _{n=1}^{\infty }{\frac {\mu (n)}{n^{s}}}}
여기서 {\displaystyle \mu (n)}은 뫼비우스 함수이다.
메르텐스 함수 {\displaystyle M(x)}를 다음과 같이 정의하자.
{\displaystyle M(x)=\sum _{n\leq x}\mu (n)}
그렇다면, 리만 가설은 메르텐스 함수가 임의의 {\displaystyle \epsilon >0}에 대하여 다음을 만족시킨다는 것과 동치이다.
{\displaystyle M(x)={\mathcal {O}}(x^{1/2+\varepsilon })}
({\displaystyle {\mathcal {O}}}는 점근 표기법이다.) {\displaystyle n\times n} 레드헤퍼 행렬(Redheffer matrix)의 행렬식은 M(n)과 같다. 따라서, 리만 가설은 이 행렬식이 얼마나 빨리 증가하는지에 대한 가설로 생각할 수 있다.
1985년 앤드루 오들리츠코(Andrew M. Odlyzko)와 헤르마뉘스 요하너스 요서프 테 릴러(네덜란드어: Hermanus Johannes Joseph te Riele)는 리만 가설과 레드헤퍼 행렬의 관계를 이용하여 메르텐스 추측을 반증하였다.
{\displaystyle |M(x)|\leq x^{\frac {1}{2}}.}
1984년 기 로뱅(Guy Robin)은 약수 함수에 대하여 로뱅 부등식을 발표하였다. 약수 함수는 다음과 같이 정의되며
{\displaystyle \sigma (n)=\sum _{d\mid n}d}
따라서 다음의 부등식으로 표현된다.
{\displaystyle \sigma (n)<e^{\gamma }n\log \log n\,}
이 때 5041 이상의 모든 n이 로뱅 부등식을 만족시키면 리만 가설은 참이 된다.

### 페어리 수열
1924년에 제롬 프라넬(Jérôme Franel)과 에드문트 란다우는 리만 가설이 페어리 수열과 밀접한 관계에 있음을 보였다. 엄밀히 말하면 Fn이 순서 n에 대해 1/n에서 시작하여 1/1 이상이 되는 페어리 수열일 때 모든 ε는 ε > 0이 된다고 하면,
{\displaystyle \sum _{i=1}^{m}|F_{n}(i)-i/m|={\mathcal {O}}(n^{1/2+\epsilon })}
이는 리만 가설에 상응한다. 여기서 n에 대한 페어리 수열 안의 m번째 항은 {\displaystyle m=\sum _{i=1}^{n}\phi (i)}이 된다.

### 군론
리만 가설은 군론적으로도 서술할 수 있다. 1988년 장피에르 마시아(Jean-Pierre Massias)와 장루이 니콜라(Jean-Louis Nicolas, 기 로뱅(Guy Robin)은 g(n)이 n차원의 대칭군 Sn의 원소 중 최대 계수(order)에 의한 란다우 함수일 때, 리만 가설은 충분히 큰 모든 n에 대해 다음의 식과 상응함을 보였다.
{\displaystyle \log g(n)<{\sqrt {\operatorname {Li} ^{-1}(n)}}}

### 함수해석학
리만 가설은 특정 형태의 함수들로 구성된 부분 공간이 힐베르트 공간 {\displaystyle L^{2}(0,1)}의 조밀 집합인 것과 동치이다. 보다 일반적으로, 임의의 {\displaystyle p\geq 2}에 대하여, 만약 이 부분 공간이 {\displaystyle L^{p}(0,1)}에서 조밀 집합이라면, 리만 제타 함수의 모든 영점 {\displaystyle s}는 다음과 같은 식을 만족시킨다.
{\displaystyle |\operatorname {Re} s-1/2|\leq 1/2-1/p}
또한, 리만 가설은 어떤 적분 방정식이 자명하지 않는 유계해를 갖지 않는다는 사실과 동치이다.

## 함의
리만 가설은 다음과 같은 명제들을 함의한다.

### 제타 함수
만약 리만 가설이 참이라면, 임의의 양의 실수 {\displaystyle \epsilon >0}에 대하여, {\displaystyle t\to \infty }일 때 다음이 성립한다.
{\displaystyle \zeta \left({\frac {1}{2}}+it\right)={\mathcal {O}}(t^{\epsilon })}
이를 린델뢰프 가설(Lindelöf hypothesis)이라고 한다.
만약 리만 가설이 참이라면, 다음이 성립한다.
{\displaystyle e^{\gamma }\leq \limsup _{t\rightarrow +\infty }{\frac {|\zeta (1+it)|}{\log \log t}}\leq 2e^{\gamma }}
{\displaystyle {\frac {6}{\pi ^{2}}}e^{\gamma }\leq \limsup _{t\rightarrow +\infty }{\frac {1/|\zeta (1+it)|}{\log \log t}}\leq {\frac {12}{\pi ^{2}}}e^{\gamma }}

### 소수의 분포
만약 리만 가설이 참이라면, 소수 사이의 간격은 다음과 같다. 이는 스웨덴의 수학자 하랄드 크라메르(Harald Cramér)가 증명하였다.
{\displaystyle {\mathcal {O}}({\sqrt {p}}\ln p)}
또한 크라메르는 여기에 p까지의 실제 소수의 개수와 logp의 차가 O(√p log p)와 같이 점근한다고 추측하였다. 이를 크라메르 추측이라 하며, 이에 대한 상당한 수치적 증거가 존재한다.

## 일반화 및 관련 추측
리만 가설을 일반화하는 일반화 리만 가설이 존재한다. 이는 임의의 대수적 수체에 적용되며, 수론에서 다양한 명제들을 함의한다. 일반화 리만 가설은 디리클레 L-함수의 모든 자명하지 않은 근의 실수부가 1/2이라는 가설이다. 디리클레 L-함수의 모든 근의 실수부는 0과 1 사이에 있다. χ가 1인 경우 리만 가설이 된다.
대수적 수체와 대수다양체의 유리 함수체는 여러 유사한 성질을 가지며, 공통적으로 대역체로 분류된다. 이에 따라, 대수다양체에 대한 리만 가설을 정의할 수 있는데, 이를 베유 추측이라고 한다. 에밀 아르틴은 2차 함수체에 대한 리만 가설을 제시하였고, 이는 앙드레 베유가 증명하였다. 이를 바탕으로, 베유는 1949년에 모든 대수다양체에 대한 추측을 제시하였고, 피에르 들리뉴가 증명하였다.
함수체 위에 정의되는 고스 제타 함수(영어: Goss zeta function)에 대한 리만 가설 역시 증명되었다.
이를 넘어서, 정수환 위의 임의의 유한형 스킴에 대하여 리만 가설을 일반화할 수 있다. 이는 대수적 수체의 경우와 함수체의 경우의 공통적인 일반화이다.

## 부분적 증명
점근적으로, 리만 제타 함수의 자명하지 않은 영점들 가운데 적어도 2/5가 임계점 위에 있다. 또한, 임의의 양의 실수 {\displaystyle \epsilon >0}에 대하여,
{\displaystyle |\operatorname {Re} s-1/2|<\epsilon }
을 만족시키지 않는 영점 {\displaystyle s}의 비율은 점근적으로 0이다.
리만 제타 함수의 자명하지 않은 영점을 {\displaystyle \sigma +it}라고 쓰면,
{\displaystyle C/\ln t\leq \sigma \leq 1-C/\ln t}
인 양의 상수 {\displaystyle C>0}가 존재한다.
또한, 리만 제타 함수의 자명하지 않은 영점에 대하여 다음이 성립한다.
{\displaystyle {\frac {1}{57.54(\log {|t|})^{2/3}(\log {\log {|t|}})^{1/3}}}\leq \sigma \leq 1-{\frac {1}{57.54(\log {|t|})^{2/3}(\log {\log {|t|}})^{1/3}}}}
이 밖에도, 리만 제타 함수의 영점의 분포에 대한 셀베르그 추측 및 관련된 명제들이 증명되었다.

## 증명 시도

### 소수 정리의 증명
1896년에 프랑스의 자크 아다마르와 벨기에의 샤를장 드 라 발레푸생 은 다음과 같은 약한 형태의 리만 가설을 증명하였다. 아다마르와 드 라 발레푸생은 이를 사용하여 소수 정리를 증명하였다.
- 제타 함수의 자명하지 않은 모든 근들의 실수부는 0보다 크고 1보다 작다.

### 20세기
리만의 논문 〈주어진 수보다 작은 소수의 개수에 관하여〉의 주제인 소수 정리가 증명되자 수학자들의 관심은 리만 가설 자체에 집중되었다. 다비트 힐베르트는 1900년 8월 8일 소르본 대학에서 열린 제2회 국제수학자대회에서 〈수학 문제들〉이라는 주제의 강연을 통해 20세기에 들어 해결해야할 중요한 수학 문제 23개를 제시하였으며, 이는 오늘날 힐베르트의 문제들로 불린다. 리만 가설은 이 가운데 골드바흐의 추측과 함께 8번 문제로 수록되었다.
| “ | 8. 소수에 대한 문제들. 소수의 분포 문제는 최근 아다마르와 드 라 발레푸생, 폰 망골트 등에 의하여 크게 진전하였다. 그러나 리만의 논문 〈주어진 수보다 작은 소수의 개수에 관하여〉가 우리에게 제시한 문제가 완전하게 해결되려면, 리만의 매우 중요한 명제, 즉 다음과 같은 방정식 {\displaystyle \zeta (s)=1+{\frac {1}{2^{s}}}+{\frac {1}{3^{s}}}+{\frac {1}{4^{s}}}+\cdots } 으로 정의된 함수 {\displaystyle \zeta (s)}의 (이미 알려진 음의 정수의 영점들을 제외한) 영점들의 실수부가 모두 ½이라는 명제가 증명되어야 한다. 8. Primzahlen probleme. In der Theorie der Verteilung der Primzahlen sind in neuerer Zeit durch Hadamard, de la Vallée Poussin, v. Mangoldt und Andere wesentliche Fortschritte gemacht worden. Zur vollständigen Lösung der Probleme, die uns die Riemannsche Abhandlung „Ueber die Anzahl der Primzahlen unter einer gegebenen Größe“ gestellt hat, ist es jedoch noch nötig, die Richtigkeit der äußerst wichtigen Behauptung von Riemann nachzuweisen, daß die Nullstellen der Function ζ(s), die durch die Reihe {\displaystyle \zeta (s)=1+{\frac {1}{2^{s}}}+{\frac {1}{3^{s}}}+{\frac {1}{4^{s}}}+\cdots } dargestellt wird, sämtlich den reellen Bestandteil 1/2 haben — wenn man von den bekannten negativ ganzzahligen Nullstellen absieht. | ” |
|   | — 다비트 힐베르트 |   |

헬리에 본 코크는 리만 가설이 소수 정리의 가장 정밀한 오류항을 제공한다는 것을 증명하였다. 즉, 소수 정리의 오류항을 더 세밀하게 측정하는 것은 제타 함수의 영점이 모두 임계선에 더 가깝게 존재한다는 것과 같다.
외르겐 페데르센 그람(Jørgen Pedersen Gram)은 1903년 리만 제타 함수의 근을 계산하는 방법을 개발하여 실수축에서 가까운 15개의 근을 계산하여, 모두 임계선 위에 위치함을 확인하였다.:271 고드프리 해럴드 하디는 1914년 임계선 위에 무한히 많은 수의 영점이 존재한다는 것을 증명하였다.:하권 246쪽
앨버트 잉햄(Albert Ingham)은 1932년 리만 가설에 의한 리만 제타 함수의 해와 주어진 수까지의 소수의 실제 개수 β간의 오차를 상한과 하한으로 표현하는 함수로서 O(xβ)를 정의하였다.
아틀레 셀베르그는 1942년에 리만 제타 함수의 자명하지 않은 영점 가운데, 임계선 위에 있는 것들의 비율은 (점근적으로) 양수라는 것을 증명하였다. 이후 1974년에 레빈슨(N. Levinson)은 이 비율이 ⅓ 이상이라는 것을 증명하였고, 1989년에 콘리(J. B. Conrey)는 이 비율이 ⅖ 이상이라는 것을 증명하였다.
로월 숀펠드(Schoenfeld, Lowell)는 1976년 2657이상의 x에 대하여 주어진 수까지의 실제 소수의 개수를 나타내는 함수 {\displaystyle \pi (x)}와 로그 적분 함수 {\displaystyle \operatorname {Li} (x)}의 오차에 다음과 같이 정리하였다.
{\displaystyle |\pi (x)-\operatorname {Li} (x)|<{\frac {1}{8\pi }}{\sqrt {x}}\,\log(x),\qquad {\text{for all }}x\geq 2657.}

### 작용소 이론과 양자역학
다비트 힐베르트와 포여 죄르지는 리만 제타 함수의 영점들이 어떤 자기 수반 작용소의 고윳값들과 대응한다고 추측하였다. 자기 수반 작용소의 고윳값들은 자동적으로 허수 성분이 0이므로, 이를 통하여 왜 영점들이 모두 임계선 위에 있는지를 설명할 수 있다. 앤드루 오들리즈코(영어: Andrew M. Odlyzko)는 1987년에 리만 제타 함수의 영점들의 분포가 일부 무작위 행렬의 고윳값들의 분포와 유사한 성질을 갖는다는 것을 보였다.
돈 재기어는 이러한 연산자가 상반 평면 위의 함수 공간 (보형 형식)의 라플라스 연산자라고 추측하였고, 피에르 카르티에도 이에 대한 근거를 제시하였다.
크리스토퍼 데닝거(Christopher Deninger)는 이러한 연산자가 정수환의 스펙트럼 {\displaystyle \operatorname {Spec} \mathbb {Z} }의 일종의 "코호몰로지" 위에 작용한다고 추측하였다.
일부 학자들은 이러한 작용소가 어떤 양자역학적 계의 해밀토니언일 수 있다고 추측한다. 또한, 일부 학자들은 리만 가설이 통계 역학의 리-양 정리와 관련이 있을 수 있다고 추측한다.

### 비가환 기하학
알랭 콘은 리만 가설과 비가환 기하학 사이의 관계를 지적하였고, 이를 통해 리만 가설을 함의하는 비가환 기하학적 명제를 발표하였다.

### 타원 곡선의 산술 제타 함수
대수적 수체는 1차원 스킴으로, 수체 위의 대수 곡선은 2차원 스킴으로 여길 수 있다. 일반화 리만 가설은 이렇게 1차원적인 추측이다. 2차원, 구체적으로 대수적 수체 위의 타원 곡선의 산술 제타 함수에 대한 어떤 명제가 일반화 리만 가설을 사실상 함의하며, 반대로 일반화 리만 가설은 이 명제를 함의한다.

### 기타
1948년에 투란 팔은 어떤 특정 디리클레 지표에 대한 추측이 리만 가설을 함의함을 증명하였다. 그러나 이 추측은 거짓인 것으로 판명되었다.
루이 드 브랑주(Louis de Branges)는 1990년에 특정한 전해석 함수들의 힐베르트 공간의 특정한 성질로부터 리만 가설을 유추할 수 있음을 보였다. 그러나 이 성질은 사실 거짓임이 증명되었다.
프리먼 다이슨은 리만 가설이 준결정과 연관되어 있다고 추측하였다.

### 21세기
2004년에는 제타 함수의 처음 1013개의 영점들이 계산되었으며, 이들은 모두 임계선 위에 위치하였다.
2001년 미국 클레이 수학연구소가 7개의 밀레니엄 문제 가운데의 하나로 리만 가설에 100만 달러의 상금을 걸었다. 2004년에는 퍼듀 대학교 수학 교수인 루이 드 브랑주(Louis de Branges)가 인터넷에 23페이지 리만 가설의 증명을 올렸다. 하지만 한달 뒤, 드 브랑주의 증명을 검토하던 클레이 수학 연구소에서 드 브랑주의 논문의 오류를 발견하였다. 그는 2016년 1월까지 리만 가설의 증명을 발표했으나 성공하진 못했다.
오늘날 많은 수학자들은 리만 가설이 참일 것이라고 추측하지만, 존 이든저 리틀우드를 비롯한 몇몇 회의적인 수학자들도 존재한다.

### 영점의 계산
현재까지 계산된 리만 제타 함수의 영점들의 수는 다음과 같다. 비교적 작은 영점들의 값은 출판된 표에서 찾아볼 수 있다.
| 날짜  | 영점의 수  | 저자                                                                  |
| ----- | ---------- | --------------------------------------------------------------------- |
| 1859? | 3          | 베른하르트 리만                                                       |
| 1903  | 15         | 외르겐 페데르센 그람(덴마크어: Jørgen Pedersen Gram)                  |
| 1914  | 79         | R. J. Backlund                                                        |
| 1925  | 138        | J. I. Hutchinson                                                      |
| 1935  | 195        | E. C. Titchmarsh                                                      |
| 1936  | 1041       | E. C. Titchmarsh                                                      |
| 1953  | 1104       | 앨런 튜링                                                             |
| 1956  | 1.5×104    | D. H. Lehmer                                                          |
| 1956  | 2.5×104    | D. H. Lehmer                                                          |
| 1958  | 3.5337×104 | N. A. Meller                                                          |
| 1966  | 2.5×105    | R. S. Lehman                                                          |
| 1968  | 3.5×106    | J. Barkley Rosser, J. M. Yohe, Lowell Schoenfeld                      |
| 1977  | 4×107      | Richard P. Brent                                                      |
| 1979  | 8.1×107    | Richard P. Brent                                                      |
| 1982  | 2×108      | R. P. Brent, Johan van de Lune, Hermanus J. J. te Riele, D. T. Winter |
| 1983  | 3×108      | Johan van de Lune, Hermanus J. J. te Riele                            |
| 1986  | 1.5×109    | van de Lune, te Riele                                                 |
| 2001  | 10         | J. van de Lune (미출판)                                               |
| 2004  | 9×1011     | S. Wedeniwski (ZetaGrid)                                              |
| 2004  | 1013       | X. Gourdon                                                            |

이 밖에도, 앤드루 오들리츠코(영어: Andrew M. Odlyzko)는 많은 수들의 매우 큰 영점들의 위치를 계산하였다. 그 영점들의 허수부 목록은 오들리즈코의 사이트인
http://www.dtc.umn.edu/~odlyzko/zeta_tables/
에 들어 있다.

## 같이 보기
- 일반화 리만 가설
- 리만 제타 함수
- 소수 정리
- 바젤 문제
- 리만가설 해결을 위한 움직임

## 참고 문헌
1. ↑  Conrey, J. Brian (2003년 3월). “The Riemann Hypothesis” (PDF). 《Notices of the American Mathematical Society》 (영어): 341–353. ISSN 0002-9920. Zbl 1160.11341.
2. 1 2  Bombieri, Enrico (2000). 〈The Riemann Hypothesis〉.   Carlson, James; Jaffe, Arthur; Wiles, Andrew. 《The Millennium Prize Problems》 (영어). American Mathematical Society, Clay Mathematics Institute. ISBN 978-0-8218-3679-8. Zbl 1194.11001.
3. ↑  Sarnak, Peter (2008). 〈Problems of the Millennium: The Riemann Hypothesis〉 (PDF).   Borwein, Peter; Choi, Stephen; Rooney, Brendan; Weirathmueller, Andrea. 《The Riemann Hypothesis: A Resource for the Afficionado and Virtuoso Alike》 (PDF). CMS Books in Mathematics. New York: Springer. 107–115쪽. ISBN 978-0-387-72125-5. 2016년 4월 13일에 원본 문서 (PDF)에서 보존된 문서. 2015년 3월 9일에 확인함.
4. ↑  Zagier, Don (1977년 8월). “The first 50 million prime numbers” (PDF). 《Math. Intelligencer》 (영어) (Springer) 0: 7–19. doi:10.1007/BF03039306. ISSN 0343-6993. MR 643810. 2009년 3월 27일에 원본 문서 (PDF)에서 보존된 문서. 2009년 2월 17일에 확인함.
5. ↑  Derbyshire, John (2003). 《Prime Obsession》. Joseph Henry Press, Washington, DC. ISBN 978-0-309-08549-6. MR 1968857.
6. ↑  Rockmore, Dan (2005). 《Stalking the Riemann hypothesis》. Pantheon Books. ISBN 978-0-375-42136-5. MR 2269393.
7. ↑  du Sautoy, Marcus (2003). 《The music of the primes》. HarperCollins Publishers. ISBN 978-0-06-621070-4. MR 2060134.
8. ↑  Sabbagh, Karl (2003). 《The Riemann hypothesis》. Farrar, Straus and Giroux, New York. ISBN 978-0-374-25007-2. MR 1979664.
9. ↑  Edwards, Harold M. (1974). 《Riemann's Zeta Function》. New York: Dover Publications. ISBN 978-0-486-41740-0. MR 0466039.
10. ↑  Patterson, S. J. (1988). 《An introduction to the theory of the Riemann zeta-function》. Cambridge Studies in Advanced Mathematics 14. Cambridge University Press. ISBN 978-0-521-33535-5. MR 933558.
11. ↑  Borwein, Peter; Choi, Stephen; Rooney, Brendan; Weirathmueller, Andrea, 편집. (2008). 《The Riemann Hypothesis: A Resource for the Afficionado and Virtuoso Alike》. CMS Books in Mathematics. New York: Springer. doi:10.1007/978-0-387-72126-2. ISBN 978-0-387-72125-5.
12. ↑  Titchmarsh, Edward Charles (1986). 《The theory of the Riemann zeta-function》 2판. The Clarendon Press Oxford University Press. ISBN 978-0-19-853369-6. MR 882550.
13. ↑  Ivić, A. (1985). 《The Riemann Zeta Function》. New York: John Wiley & Sons. ISBN 978-0-471-80634-9. MR 0792089. (Reprinted by Dover 2003)
14. ↑  Karatsuba, A. A.; S. M. Voronin (1992). 《The Riemann zeta-function》. de Gruyter Expositions in Mathematics 5. Berlin: Walter de Gruyter & Co. ISBN 978-3-11-013170-3. MR 1183467.
15. ↑  오일러의 바젤문제 증명 보관됨 2007-10-27 - 웨이백 머신, Ed Sandifer, Western Connecticut State University
16. ↑  Riemann, Bernhard (1859). “Über die Anzahl der Primzahlen unter einer gegebenen Größe”. 《Monatsberichte der Königlichen Preußischen Akademie der Wissenschaften zu Berlin》 (독일어): 671–680.
17. 1 2 3 4  더비셔, 존. 《리만 가설》. 박병철 역. 승산. ISBN 978-89-88907-88-7.
18. ↑  Lagarias, Jeffrey C. (2002). “An elementary problem equivalent to the Riemann hypothesis”. 《American Mathematical Monthly》 (영어) 109 (6): 534–543. arXiv:math/0008177. doi:10.2307/2695443. ISSN 0002-9890. MR 1908008. Zbl 1098.11005.
19. ↑  Riesz, M. (1916). “Sur l’hypothèse de Riemann”. 《Acta Mathematica》 (프랑스어) 40: 185–190. doi:10.1007/BF02418544.
20. ↑  Speiser, Andreas (1934). “Geometrisches zur Riemannschen Zetafunktion”. 《Mathematische Annalen》 110: 514–521. doi:10.1007/BF01448042. JFM 60.0272.04.
21. ↑  이 식은 {\displaystyle \operatorname {Re} s>=1}일 때 수렴함이 알려져 있다.
22. ↑  Odlyzko, A. M.; te Riele, H. J. J. (1985). “Disproof of the Mertens conjecture”. 《Journal für die reine und angewandte Mathematik》 (영어) 357: 138–160. doi:10.1515/crll.1985.357.138. ISSN 0075-4102. MR 783538. 2012년 7월 11일에 원본 문서에서 보존된 문서. 2009년 7월 14일에 확인함.
23. ↑  Robin, Guy (1984). “Grandes valeurs de la fonction somme des diviseurs et hypothèse de Riemann”. 《Journal de Mathématiques Pures et Appliquées》. Neuvième Série (프랑스어) 63 (2): 187–213. ISSN 0021-7824. MR 774171.
24. ↑  Franel, J.; Landau, E. (1924). “Les suites de Farey et le problème des nombres premiers" (Franel, 198-201); "Bemerkungen zu der vorstehenden Abhandlung von Herrn Franel (Landau, 202-206)”. 《Göttinger Nachrichten》: 198–206.
25. ↑  Massias, J.-P.; Nicolas, Jean-Louis; Robin, G. (1988). “Évaluation asymptotique de l’ordre maximum d’un élément du groupe symétrique”. 《Polska Akademia Nauk. Instytut Matematyczny. Acta Arithmetica》 50 (3): 221–242. ISSN 0065-1036. MR 960551. 2012년 3월 16일에 원본 문서에서 보존된 문서. 2009년 7월 14일에 확인함.
26. ↑  Nyman, Bertil (1950). 《On the One-Dimensional Translation Group and Semi-Group in Certain Function Spaces》. PhD Thesis (영어). University of Uppsala: University of Uppsala. MR 0036444.
27. ↑  Beurling, Arne (1955). 《A closure problem related to the Riemann zeta-function》. 《Proceedings of the National Academy of Sciences》 (영어) 41. 312–314쪽. doi:10.1073/pnas.41.5.312. MR 0070655.
28. ↑  Salem, Raphaël (1953). “Sur une proposition équivalente à l’hypothèse de Riemann”. 《Les Comptes rendus de l’Académie des sciences》 (프랑스어) 236: 1127–1128. MR 0053148.
29. ↑  그러나, 이의 역은 성립하지 않는다.
30. 1 2  Titchmarsh, Edward Charles (1936). “The Zeros of the Riemann Zeta-Function”. 《Proceedings of the Royal Society of London. Series A, Mathematical and Physical Sciences》 (영어) (The Royal Society) 157 (891): 261–263. doi:10.1098/rspa.1936.0192. ISSN 0080-4630. JSTOR 96692.
31. ↑  Dan, Rockmore (12.18). 《Stalking the Riemann Hypothesis: The Quest to Find the Hidden Law of Prime Numbers》. Knopf Doubleday Publishing Group. 139p쪽.
32. ↑  Nicely, Thomas R. (1999). “New maximal prime gaps and first occurrences”. 《Mathematics of Computation》 (영어) 68 (227): 1311–1315. doi:10.1090/S0025-5718-99-01065-0. MR 1627813. 2014년 12월 30일에 원본 문서에서 보존된 문서. 2009년 7월 15일에 확인함.
33. ↑  Conrad, K. (2010). “Consequences of the Riemann hypothesis”.
34. ↑  Odlyzko, A. M. (1990), “Bounds for discriminants and related estimates for class numbers, regulators and zeros of zeta functions: a survey of recent results”, 《Séminaire de Théorie des Nombres de Bordeaux》, Série 2 2 (1): 119–141, MR 1061762
35. ↑  Ono, Ken; Soundararajan, K. (1997), “Ramanujan's ternary quadratic form”, 《Inventiones Mathematicae》 130 (3): 415–454, doi:10.1007/s002220050191
36. ↑  Weinberger, Peter J. (1973). 〈On Euclidean rings of algebraic integers〉. 《Analytic number theory ( St. Louis Univ., 1972)》. Proc. Sympos. Pure Math. (영어) 24. Providence, R.I.: Amer. Math. Soc. 321–332쪽. MR 0337902.
37. ↑  Artin, Emil (1924). 《Quadratische Körper im Gebiete der höheren Kongruenzen. II. Analytischer Teil》. 《Mathematische Zeitschrift》 (독일어) 19. 207–246쪽. doi:10.1007/BF01181075.
38. ↑  Weil, André (1948). 《Sur les courbes algébriques et les variétés qui s'en déduisent》. Actualités Sci. Ind., no. 1041 = Publ. Inst. Math. Univ. Strasbourg 7 (1945) (프랑스어). Hermann et Cie., Paris. MR 0027151.
39. ↑  Weil, André (1949). “Numbers of solutions of equations in finite fields”. 《Bulletin of the American Mathematical Society》 (영어) 55 (5): 497–508. doi:10.1090/S0002-9904-1949-09219-4. MR 0029393.
40. ↑  Deligne, Pierre (1974). 《La conjecture de Weil. I》. 《Publications Mathématiques de l'IHÉS》 (프랑스어) 43. 273–307쪽. doi:10.1007/BF02684373. MR 0340258.
41. ↑  Deligne, Pierre (1980). 《La conjecture de Weil: II》. 《Publications Mathématiques de l'IHÉS》 (프랑스어) 52. 137–252쪽. doi:10.1007/BF02684780.
42. ↑  Sheats, Jeffrey T. (1998). “The Riemann hypothesis for the Goss zeta function for Fq[T]”. 《Journal of Number Theory》 71 (1): 121–157. doi:10.1006/jnth.1998.2232. MR 1630979.
43. ↑  Serre, Jean-Pierre (1969/70), “Facteurs locaux des fonctions zeta des varietés algébriques (définitions et conjectures)”, 《Séminaire Delange-Pisot-Poitou》 (프랑스어) 19
44. 1 2  Conrey, J. B. (1989). 《More than two fifths of the zeros of the Riemann zeta function are on the critical line》. 《J. Reine angew. Math.》 (영어) 399. 1–16쪽. MR 1004130. 2023년 7월 26일에 원본 문서에서 보존된 문서. 2013년 2월 9일에 확인함.
45. ↑  Bohr, Harald; Edmund Landau (1914). 《Ein Satz über Dirichletsche Reihen mit Anwendung auf die ζ-Funktion und die L-Funktionen》. 《Rendiconti del Circolo Matematico di Palermo》 (독일어) 37. 269–272쪽. doi:10.1007/BF03014823.
46. ↑  de la Vallée-Poussin, Ch.J. (1899–1900). “Sur la fonction ζ(s) de Riemann et la nombre des nombres premiers inférieurs à une limite donnée”. 《Mem. Couronnes Acad. Sci. Belg.》 59 (1).
47. ↑  Ford, Kevin (2002). “Vinogradov's integral and bounds for the Riemann zeta function”. 《Proceedings of the London Mathematical Society. Third Series》 (영어) 85 (3): 565–633. doi:10.1112/S0024611502013655. MR 1936814.
48. ↑  Selberg, Atle (1946). “Contributions to the theory of the Riemann zeta-function”. 《Arch. Math. Naturvid.》 48 (5): 89–155. MR 0020594.
49. ↑  Selberg, Atle (1956). “Harmonic analysis and discontinuous groups in weakly symmetric Riemannian spaces with applications to Dirichlet series”. 《J. Indian Math. Soc. (N.S.)》 20: 47–87. MR 0088511.
50. ↑  Karatsuba, A. A. (1984a). “Zeros of the function ζ(s) on short intervals of the critical line”. 《Izv. Akad. Nauk SSSR, Ser. Mat.》 (러시아어) 48 (3): 569–584. MR 0747251.
51. ↑  Karatsuba, A. A. (1984b). “Distribution of zeros of the function ζ(1/2 + it)”. 《Izv. Akad. Nauk SSSR, Ser. Mat.》 (러시아어) 48 (6): 1214–1224. MR 0772113.
52. ↑  Karatsuba, A. A. (1985). “Zeros of the Riemann zeta-function on the critical line”. 《Trudy Mat. Inst. Steklov.》 (러시아어) (167): 167–178. MR 0804073.
53. ↑  Karatsuba, A. A. (1992), “On the number of zeros of the Riemann zeta-function lying in almost all short intervals of the critical line”, 《Izv. Ross. Akad. Nauk, Ser. Mat.》 (러시아어) 56 (2): 372–397, MR 1180378
54. ↑  Ghosh, Amit (1983). “On the Riemann zeta function—mean value theorems and the distribution of |S(T)|”. 《J. Number Theory》 (영어) 17: 93–102. doi:10.1016/0022-314X(83)90010-0.
55. ↑  Hadamard, Jacques (1896). “Sur la distribution des zéros de la fonction ζ(s) et ses conséquences arithmétiques”. 《Bulletin Société Mathématique de France》 14: 199–220.
56. ↑  de la Vallée-Poussin, Ch.J. (1896). “Recherches analytiques sur la théorie des nombers premiers”. 《Ann. Soc. Sci. Bruxelles》 20: 183–256.
57. ↑  ANDREW, GRANVILLE (12.22). 〈1p〉. 《HARALD CRAMER AND THE DISTRIBUTION OF PRIME NUMBERS》 (PDF) (학위논문). 2017년 5월 17일에 원본 문서 (PDF)에서 보존된 문서.
58. ↑  Hilbert, David (1900). 《Mathematische Probleme. Vortrag, gehalten auf dem internationalen Mathematiker-Kongreß zu Paris 1900》 (독일어). 괴팅겐.
59. ↑  von Koch, Helge (1901). “Sur la distribution des nombres premiers”. 《Acta Mathematica》 (프랑스어) 24: 159–182. doi:10.1007/BF02403071.
60. 1 2  Gram, J. P. (1903). “Note sur les zéros de la fonction ζ(s) de Riemann”. 《Acta Mathematica》 (프랑스어) 27: 289–304. doi:10.1007/BF02421310.
61. ↑  Hardy, G. H. (1914). “Sur les Zéros de la Fonction ζ(s) de Riemann”. 《C. R. Acad. Sci. Paris》 (프랑스어) 158: 1012–1014. JFM 45.0716.04.
62. ↑  Hardy, G. H.; J. E. Littlewood (1921). “The zeros of Riemann's zeta-function on the critical line”. 《Math. Z.》 (영어) 10 (3–4): 283–317. doi:10.1007/BF01211614.
63. ↑  E.T.벨, 안재구 역, 수학을 만든 사람들, 미래사, 2006
64. ↑  Ingham, A.E. (1932). 《The Distribution of Prime Numbers》. Cambridge Tracts in Mathematics and Mathematical Physics 30. Cambridge University Press. MR 1074573.
65. ↑  Selberg, Atle (1942). “On the zeros of Riemann's zeta-function”. 《Skr. Norske Vid. Akad. Oslo I.》 10: 59 pp. MR 0010712.
66. ↑  Levinson, Norman (1974), “More than one-third of the zeros of Riemann's zeta function are on σ = 1/2”, 《Adv. In Math.》 13 (4): 383–436, doi:10.1016/0001-8708(74)90074-7, MR 0564081
67. ↑  Schoenfeld, Lowell (1976). “Sharper bounds for the Chebyshev functions θ(x) and ψ(x). II”. 《Mathematics of Computation》 (영어) 30 (134): 337–360. doi:10.2307/2005976. ISSN 0025-5718. JSTOR 2005976. MR 0457374.
68. 1 2  Odlyzko, A. M. (1987), “On the distribution of spacings between zeros of the zeta function”, 《Mathematics of Computation》 48 (177): 273–308, doi:10.2307/2007890, JSTOR 2007890, MR 866115
69. ↑  Zagier, Don (1981). 〈Eisenstein series and the Riemann zeta function〉. 《Automorphic forms, representation theory and arithmetic (Bombay, 1979)》. Tata Inst. Fund. Res. Studies in Math. (영어) 10. Tata Inst. Fundamental Res., Bombay. 275–301쪽. MR 633666.
70. ↑  Cartier, P. (1982). 〈Comment l'hypothèse de Riemann ne fut pas prouvée〉. 《Seminar on Number Theory, Paris 1980-81 (Paris, 1980/1981)》. Progr. Math. (프랑스어) 22. Boston, MA: Birkhäuser Boston. 35–48쪽. MR 693308.
71. ↑  Deninger, Christopher (1998). 〈Some analogies between number theory and dynamical systems on foliated spaces〉. 《Proceedings of the International Congress of Mathematicians, Vol. I (Berlin, 1998)》. 《Documenta Mathematica》 (영어). 163–186쪽. MR 1648030.
72. ↑  Leichtnam, Eric (2005). 〈An invitation to Deninger's work on arithmetic zeta functions〉. 《Geometry, spectral theory, groups, and dynamics》. Contemp. Math. (영어) 387. Providence, RI: Amer. Math. Soc. 201–236쪽. MR 2180209.
73. ↑  Keating, Jonathan P.; Snaith, Nina C. (2000). “Random matrix theory and ζ(1/2 + it)”. 《Communications in Mathematical Physics》 214 (1): 57–89. doi:10.1007/s002200000261. MR 1794265.
74. ↑  Schumayer, Daniel; David A. W. Hutchinson (2011). “Physics of the Riemann Hypothesis” (영어). arXiv:1101.3116.
75. ↑  Knauf, Andreas (1999), “Number theory, dynamical systems and statistical mechanics”, 《Reviews in Mathematical Physics. A Journal for Both Review and Original Research Papers in the Field of Mathematical Physics》 11 (8): 1027–1060, doi:10.1142/S0129055X99000325, MR 1714352
76. ↑  Connes, Alain (1999). 《Trace formula in noncommutative geometry and the zeros of the Riemann zeta function》. 《Selecta Mathematica. New Series》 (영어) 5. 29–106쪽. arXiv:math/9811068. doi:10.1007/s000290050042. MR 1694895.
77. ↑  Connes, Alain (2000). 〈Noncommutative geometry and the Riemann zeta function〉. 《Mathematics: frontiers and perspectives》 (영어). Providence, R.I.: American Mathematical Society. 35–54쪽. MR 1754766.
78. ↑  Lapidus, Michel L. (2008). 《In search of the Riemann zeros》 (영어). Providence, R.I.: American Mathematical Society. ISBN 978-0-8218-4222-5. MR 2375028.
79. ↑  Fesenko, Ivan (2010). “Analysis on arithmetic schemes. II”. 《Journal of K-theory》 (영어) 5: 437–557.
80. ↑  Suzuki, Masatoshi (2011). “Positivity of certain functions associated with analysis on elliptic surfaces”. 《Journal of Number Theory》 (영어) 131: 1770–1796.
81. ↑  Turán, Paul (1948). “On some approximative Dirichlet-polynomials in the theory of the zeta-function of Riemann”. 《Danske Vid. Selsk. Mat.-Fys. Medd.》 24 (17): 36. MR 0027305.
82. ↑  Haselgrove, C. B. (1958). “A disproof of a conjecture of Pólya”. 《Mathematika》 (영어) 5 (2): 141–145. doi:10.1112/S0025579300001480. MR 0104638.
83. ↑  Montgomery, Hugh L. (1983), 〈Zeros of approximations to the zeta function〉,   Erdős, Paul, 《Studies in pure mathematics. To the memory of Paul Turán》, Basel, Boston, Berlin: Birkhäuser, 497–506쪽, ISBN 978-3-7643-1288-6, MR 820245
84. ↑  Borwein, Peter; Ferguson, Ron; Mossinghoff, Michael J. (2008). 《Sign changes in sums of the Liouville function》. 《Mathematics of Computation》 (영어) 77. 1681–1694쪽. doi:10.1090/S0025-5718-08-02036-X. MR 2398787.
85. ↑  de Branges, Louis (1992). 《The convergence of Euler products》. 《Journal of Functional Analysis》 (영어) 107. 122–210쪽. doi:10.1016/0022-1236(92)90103-P. MR 1165869.
86. ↑  Conrey, J. Brian; Li, Xian-Jin (2000). 《A note on some positivity conditions related to zeta and L-functions》. 《International Mathematics Research Notices》 (영어) 2000. 929–940쪽. arXiv:math/9812166. doi:10.1155/S1073792800000489. MR 1792282.
87. ↑  Dyson, Freeman (2009). “Birds and frogs” (PDF). 《Notices of the American Mathematical Society》 (영어) 56 (2): 212–223. MR 2483565.
88. 1 2  Gourdon, Xavier (2004년 10월 24일). “The 1013 first zeros of the Riemann Zeta function, and zeros computation at very large height” (PDF) (영어).
89. ↑  Albert, Bikbov (2016년 7월 12일). “John Nash’s Beautiful Mind: Adam Smith's debunking and 30 years of madness”.
90. ↑  Davide, Castelvecchi (2015년 8월 8일). “Math Mystery: Shinichi Mochizuki and the Impenetrable Proof”. 《scientificamerican》.
91. ↑  Louis de, Branges (1.d). 《THE RIEMANN HYPOTHESIS》 (PDF) (학위논문). 2013년 9월 20일에 원본 문서 (PDF)에서 보존된 문서.
92. ↑  Littlewood, J. E. (1962), 〈The Riemann hypothesis〉, 《The scientist speculates: an anthology of partly baked idea》, New York: Basic books
93. ↑  Ivić, Aleksandar (2008), 〈On some reasons for doubting the Riemann hypothesis〉,   Borwein, Peter; Choi, Stephen; Rooney, Brendan; Weirathmueller, Andrea, 《The Riemann Hypothesis: A Resource for the Afficionado and Virtuoso Alike》, CMS Books in Mathematics (영어), New York: Springer, 131–160쪽, arXiv:math.NT/0311162, ISBN 978-0-387-72125-5
94. ↑  Haselgrove, C. B.; J. C. P. Miller (1960). 《Tables of the Riemann zeta function》. Royal Society Mathematical Tables (영어) 6. Cambridge University Press. ISBN 978-0-521-06152-0. MR 0117905.  Review
95. ↑  Hutchinson, J. I. (1925). “On the Roots of the Riemann Zeta-Function”. 《Transactions of the American Mathematical Society》 (영어) 27 (1): 49–60. doi:10.2307/1989163. JSTOR 1989163.
96. ↑  Titchmarsh, Edward Charles (1935). “The Zeros of the Riemann Zeta-Function”. 《Proceedings of the Royal Society of London. Series A, Mathematical and Physical Sciences》 (영어) (The Royal Society) 151 (873): 234–255. doi:10.1098/rspa.1935.0146. ISSN 0080-4630. JSTOR 96545.
97. ↑  Turing, Alan M. (1953). “Some calculations of the Riemann zeta-function”. 《Proceedings of the London Mathematical Society. Third Series》 (영어) 3: 99–117. doi:10.1112/plms/s3-3.1.99. MR 0055785.
98. ↑  Lehmer, D. H. (1956). “Extended computation of the Riemann zeta-function”. 《Mathematika. A Journal of Pure and Applied Mathematics》 (영어) 3 (2): 102–108. doi:10.1112/S0025579300001753. MR 0086083.
99. ↑  Rosser, J. Barkley; Yohe, J. M.; Schoenfeld, Lowell (1969), 〈Rigorous computation and the zeros of the Riemann zeta-function. (With discussion)〉, 《Information Processing 68 (Proc. IFIP Congress, Edinburgh, 1968), Vol. 1: Mathematics, Software》, Amsterdam: North-Holland, 70–76쪽, MR 0258245
100. ↑  van de Lune, J.; te Riele, Hermanus J. J.; Winter, D. T. (1986), “On the zeros of the Riemann zeta function in the critical strip. IV”, 《Mathematics of Computation》 46 (174): 667–681, doi:10.2307/2008005, JSTOR 2008005, MR 829637
101. ↑  Odlyzko, A. M. (1992), 《The 1020-th zero of the Riemann zeta function and 175 million of its neighbors》 (PDF)
102. ↑  Odlyzko, A. M. (1998), 《The 1021st zero of the Riemann zeta function》 (PDF)